# Drăgugești
Drăgugești – wieś w Rumunii, w okręgu Bacău, w gminie Helegiu. W 2011 roku liczyła 1979 mieszkańców.